# 東京証券ビル市場館
東京証券ビル市場館（とうきょうしょうけんビルしじょうかん）とはかつて日本の東京都中央区日本橋兜町にあった建築物である。

## 沿革
かつての東京株式取引所が、東京府東京市日本橋区兜町2・4番の地所に新市場館としての建築を計画し、1922年（大正11年）9月よりその建設に着手した。ところが建設中の1923年（大正12年）9月に関東大震災が突発したので一時工事を中断し、設計変更のうえ1926年（大正15年）3月より再開して、1927年（昭和2年）12月竣功を遂げた。
同所は第二次世界大戦中に日本証券取引所として統合されたので同所の所有となることを経て、連合国軍最高司令官総司令部の命による同所解散後はその施設を引き継がせる趣旨より設立された平和不動産会社が所有・運営にあたることとなった。また1946年（昭和21年）6月30日よりは同指令部が接収の上、米軍将校ならびに軍属宿舎のエクスチェンジホテルとなしていたのであるが、1948年（昭和23年）1月29日には地上階部分を解いたので、接収中米軍が破壊した設備等を修理の上、同所を引き継いだ東京証券取引所が翌1949年（昭和24年）5月14日をもって開所式を挙行して市場を再開する運びとなったのであった。
時勢は移り、同社ならびに当所等の間で、これならびに隣接の東京証券ビル本館とともに改築をしようとする議が纏まった。もって、同館解体の後となる1985年（昭和60年）5月13日より取り壊しに着手され、跡地には東京証券取引所ビルと称される建築の第2期部分である本館がなされたのである。

## 建築概要
設計監督は横河民輔、中村傅治、宍戸淸輝によるものである。